# 埃坦
埃坦（法語：Étain，法語發音：[etɛ̃] ⓘ），法国东北部城市，大东部大区默兹省的一个市镇，隶属于凡尔登区，其市镇面积为20平方公里，2022年1月1日时人口数量为3,449人，在法国城市中排名第3,114位。
埃坦位于默兹省东北部，奥恩河右岸，是一个区域性的中心城市，多条公路在此交汇。

## 地名来源
“Étain”一名来源于人名“Stain”，该地最初于公元9世纪时以拉丁语“Stagnum”的形式被记载。
意为“锡”的现代法语单词“étain”与之拼写相同，但两者并无直接联系。

## 历史

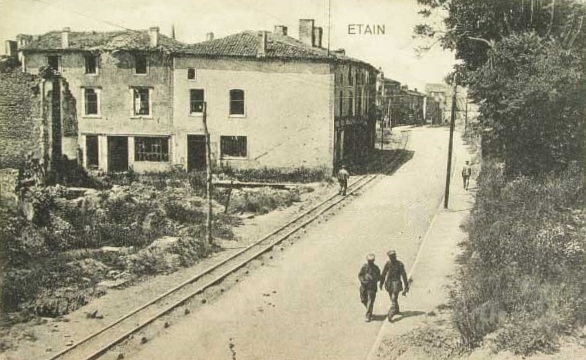
一战期间的埃坦

根据当地官方网站的论述，埃坦始建于公元8世纪，彼时当地为特里尔主教厄谢尔的一处领地。1221年，埃坦被巴尔伯爵亨利二世获得。中世纪末期，埃坦成为洛林公国的一部分，当地多次遭遇外敌入侵。1662年，埃坦成为一个行政官辖区。1677年，路易十四到访埃坦。法国大革命后，埃坦成为默兹省的一个市镇。普法战争期间，埃坦被普鲁士军队占领，其驻扎士兵直至1873年才完全撤离。第一次世界大战期间，埃坦遭到严重破坏，当地95%以上的建筑被完全摧毁。战后，埃坦的重建工程持续了近十年。1967至1980年间，法国陆军步兵第94团驻扎于埃坦。

## 地理

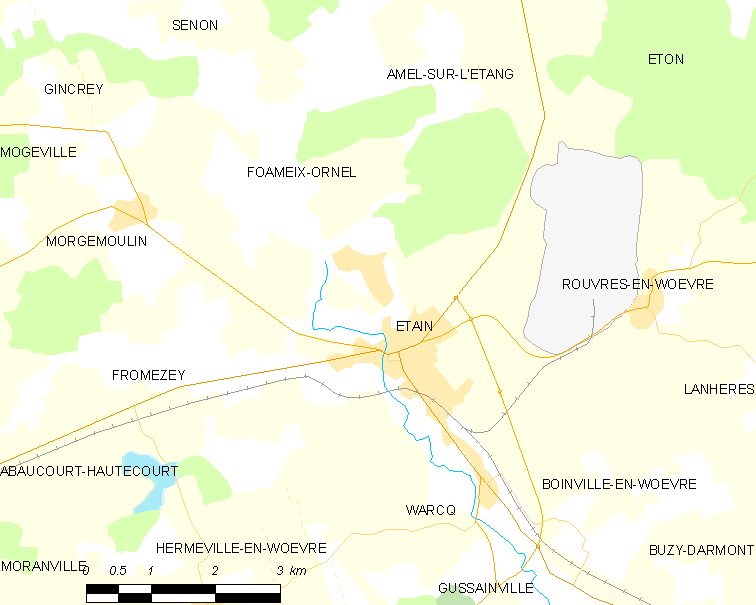
埃坦市镇范围地图

埃坦位于法国东北部，大东部大区中北部和默兹省东北部，距离省会巴勒迪克大约73公里。埃坦通常被认为是瓦夫尔地区的核心城市。与埃坦接壤的市镇包括：瓦尔克、阿梅勒叙莱唐、福阿梅-奥尔内勒、弗罗默泽、瓦夫尔地区埃梅维尔、瓦夫尔地区鲁夫尔。

### 地形
埃坦位于瓦夫尔地区腹地，境内以平原和缓丘为主，市镇中心地势较为平坦，全境海拔在196到236米之间。

### 水文
埃坦位于莱茵河流域范围内，其二级支流奥恩河自西北向南流经埃坦市区西侧，其右岸支流洛雷河（Le Lauret）则流经市镇范围西南部。

### 植被
埃坦属于温带阔叶混交林区，林地多分布于河流附近，市中心的保罗·蒂埃里公园（Parc Paul Thierry）是当地主要的城市绿地。
在鲜花城市的评比中，埃坦暂未被评级。

### 气候
埃坦在柯本气候分类法中属于带有大陆性特征的温带海洋性气候。

## 行政区划
埃坦的市镇编号为55181，邮政编号为55400。
在行政管理方面，埃坦隶属于法国大东部大区默兹省凡尔登区；在地方选举方面，埃坦是埃坦县的中央投票站所在地，其市镇范围全境被划入默兹省第二选区；在社会管理方面，埃坦是埃坦地区市镇公共社区的办公驻地。
法国国家统计与经济研究所（简称）在进行数据统计时，将埃坦及相邻的另外一个市镇设为埃坦城市核心区以及埃坦城市区。自2020年起，埃坦城市区被包含5个市镇的埃坦城市辐射区代替。此外，还将埃坦市镇整体看作一个“块区”（IRIS），以便于统计人口分布情况。

## 交通

### 公路
默兹省省道D65线、D197A线、D603线、D618线和D906线在埃坦境内交汇，大东部大区下属的城际客运提供巴士线路，可前往周边部分市镇。
| 30 | 11 |

| 巴勒迪克 | 74 |

| 凡尔登 | 20 |

| 欧布埃 | 30 |

2018年，74%的埃坦家庭拥有至少一辆私人汽车。2019年，埃坦境内共发生各类交通事故3起，造成4人受伤，其中2人重伤。

### 铁路

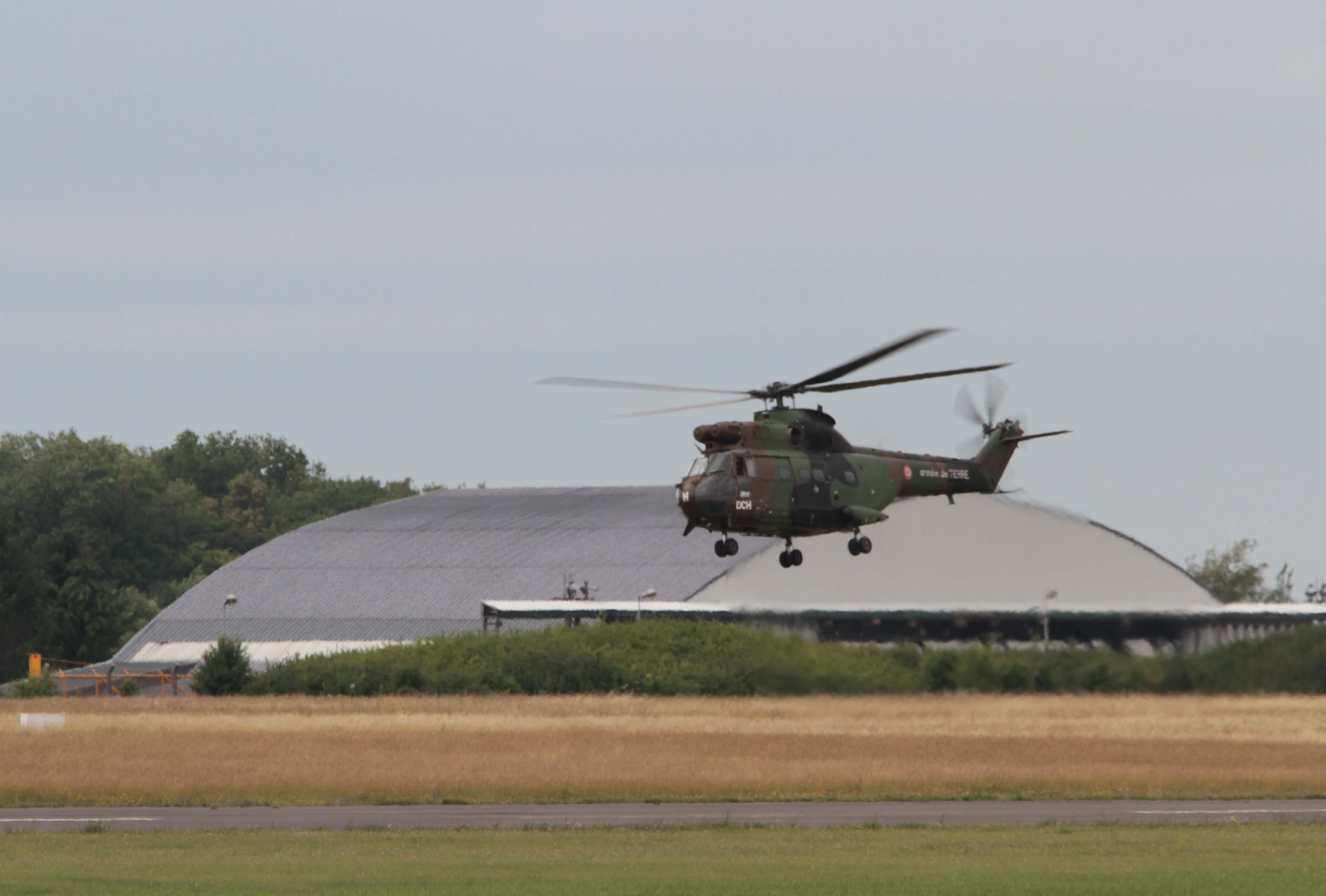
埃坦空军基地内的一架直升机

埃坦位于圣伊莱尔欧唐普勒－阿贡当日铁路上。埃坦站位于市区南部，停靠往返于梅斯和凡尔登一线的区域列车。

### 航空
埃坦市区以东2公里建有埃坦-鲁夫尔空军基地。
距离埃坦最近的民用航空站为洛林机场，距离埃坦市中心的公路里程约74公里。

### 城市公共交通
截至2022年9月，埃坦暂无城市公共交通系统。

## 政治

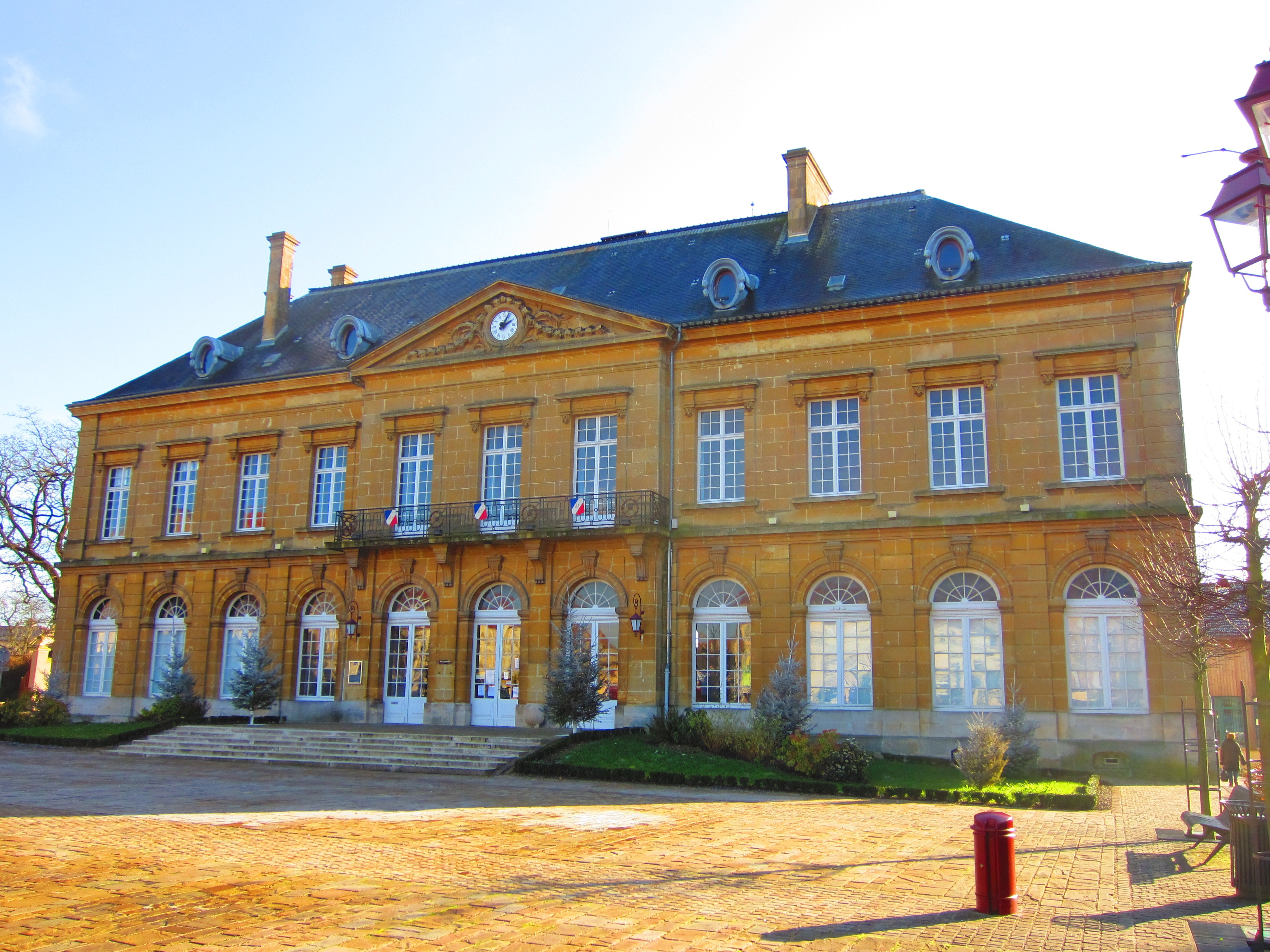
埃坦市政厅

埃坦的现任市长为雷米·安德兰先生（Rémy ANDRIN），他是一名左翼无党派人士，在2020年的市政选举中获得了59.3%的支持率。
在2022年的法国总统大选中，法国极右翼政党民族阵线主席玛丽娜·勒庞在埃坦获得了62.47%的支持率。

## 人口
2018年，埃坦市镇人口数量为3,543，在法国排名第3,114位。其中男性1,709人，女性1,834人，75岁及以上人口占10.3%，外籍人口数量为693人，人口密度为180人/平方公里，当地居民被称为（男性）或（女性）。2019年，埃坦境内出生33人，死亡人口48人。
| 埃坦1901年－2019年人口变化情况 |
|                                |
| 数据来源：Cassini、INSEE       |

## 经济
埃坦是一个区域性的中心城市。截止2022年9月，埃坦市镇范围内共有各类用人单位（包含自雇）371家，平均历史为17年，其中98.21%为中小型企业（PME），2022年7月至9月间，当地的经济活力指数为0.27%。（塑料制品）、（玻璃制品销售）及（钢管制造）是当地2021年营业额最高的三个企业，分别为81,986,032欧元、7,628,451欧元和4,855,043欧元。

## 财政与居民收入
2020年，埃坦的财政收入总额为2,372,380欧元，财政支出总额为1,949,660欧元，当年的债务总额为2,740,250欧元。2021年，埃坦市镇共获得1,118,462欧元的国家财政补助，比上一年增加了1.79%。
2020年，埃坦的人均月收入总额为1,929欧元，其中高级职员为3,746欧元，低于法国平均水平（4,320欧元）；中级职员为2,332欧元，低于法国平均水平（2,411欧元）；普通职员为1,575欧元，亦低于法国平均水平（1,740欧元）。
2018年，埃坦境内的青壮年（15至64岁）失业率为17.8%，当地37.7%的家庭拥有纳税资格，平均纳税1,620欧元，低于法国平均水平（3,910欧元）。

## 社会事务

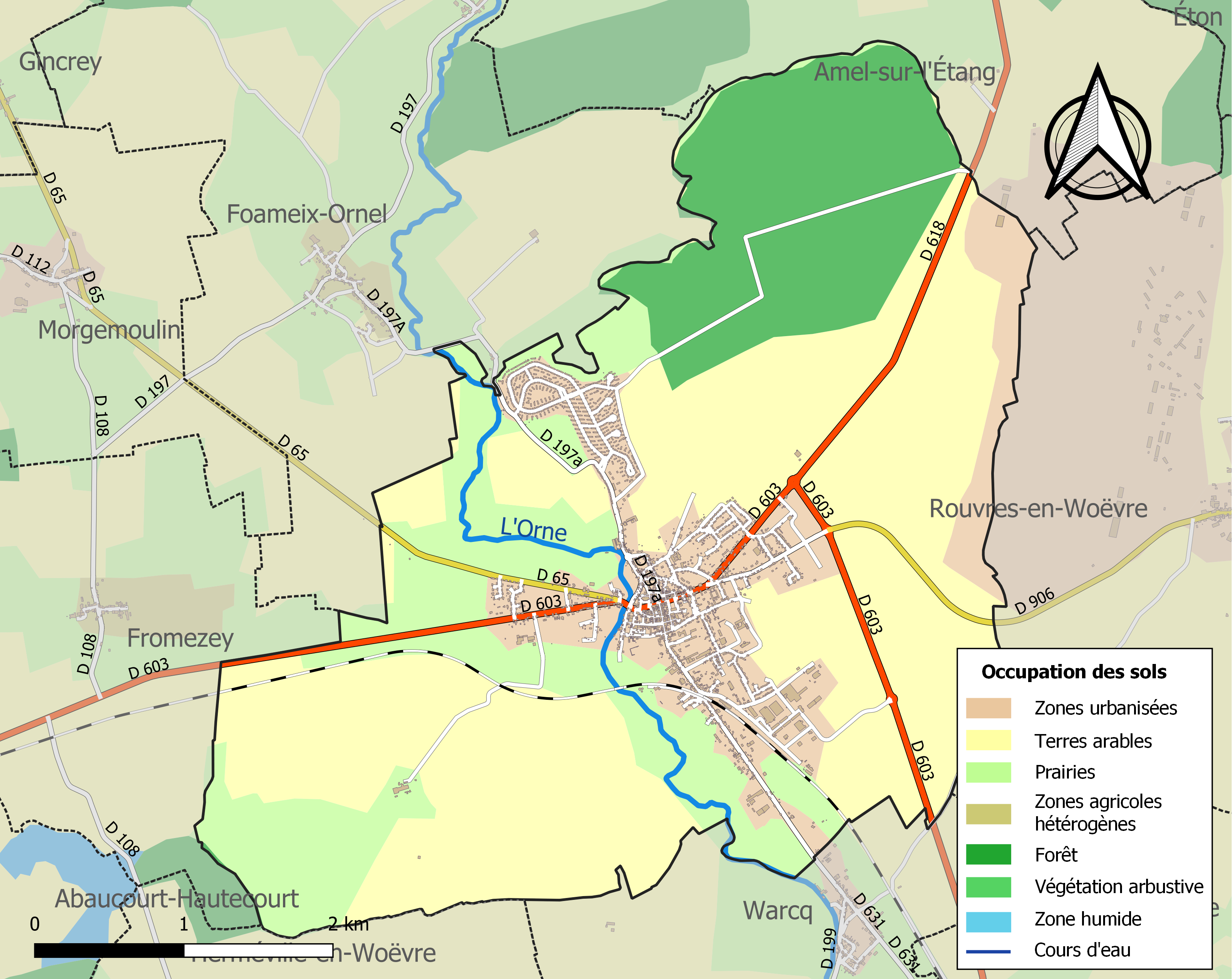
埃坦土地利用情况地图

### 教育
埃坦属于南锡-梅斯学区。截止2020年1月1日，埃坦境内共有1所幼儿园、1所小学和1所初级中学。2018至2019学年度，埃坦境内共有在校中等教育阶段学生467名。

### 医疗
截止2020年1月1日，埃坦境内共有全科医生5名、保健师2名、牙医2名、护士11名、眼科医生1名和助产士1名。境内共有药房2家。
距离埃坦最近的区域性医疗机构为凡尔登中心医院（Centre Hospitalier de Verdun），其主病区位于凡尔登市区南部，距离埃坦市区的正常车程大约22分钟，该院设有床位426个，是当地规模最大的公立综合性医院。

### 住房
2018年，埃坦境内共有各类住房1,753套，其中75.6%为独立式居民区，24.1%为集中式居民区。常住房屋占埃坦市镇范围内居民建筑总量的87.8%。
在住房保障政策方面，2020年，埃坦境内共有358户家庭获得了住房经济补助，受益人数占总人口数量的10.2%，其中338份为房租补助。

### 商业
2019年，埃坦境内共有各类实体商铺77家，其中餐厅8家、大型超市3家、面包房2家、肉铺1家、书店1家、银行门店4家、美容美发店4家、汽车维修店9家。镇中心建有一家家乐福超市，市区东部则建有Intermarché大型购物商场。

### 体育
2020年，埃坦境内共有1间体育馆、2处网球场和4处足球或橄榄球场。
截至2022年9月，埃坦-比济体育联盟（Union Sportive Etain Buzy，编号542770）是当地唯一的一家注册足球俱乐部，其主队2022至2023赛季参加大东部大区足球联赛乙组（法国第七级别），其主场为市政球场（Stade Municipal），埃坦境内共有家注册足球俱乐部。

### 环境
埃坦的环境事务由其所属的埃坦地区市镇公共社区联合各级政府协调负责。2019年，埃坦境内暂无污染企业。

### 治安
2019年，埃坦市镇范围内有1处宪兵队。
埃坦及其附近的共250个市镇是凡尔登国家宪兵队（zone gendarmerie de Verdun）的管辖范围。2020年，该宪兵队累计记录各类案件2,002起，其中盗窃类案件735起，经济类案件305起，毒品交易类案件93起。

## 文化

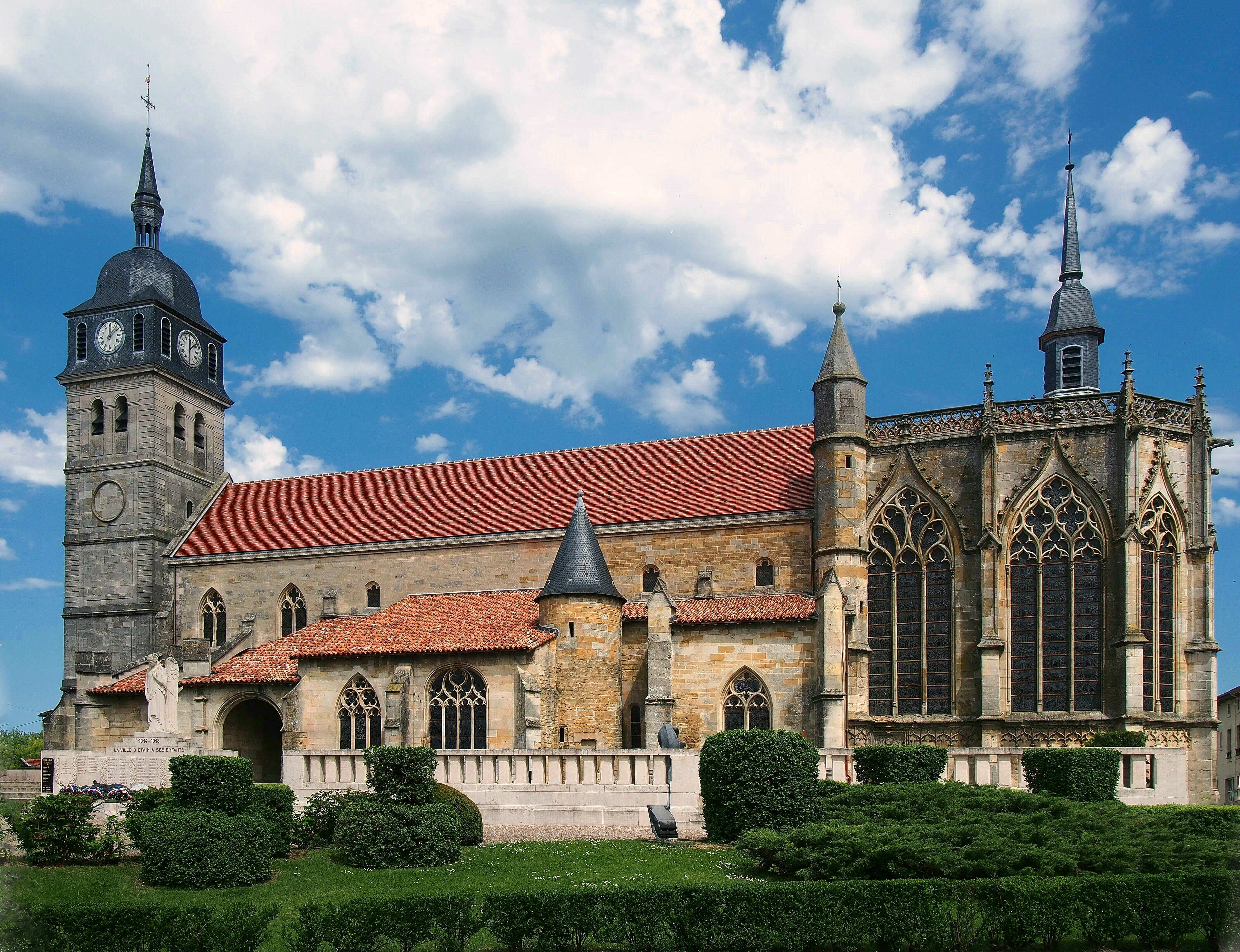
圣马丁教堂

2020年，埃坦境内暂无任何文化设施。埃坦市政府提供市政图书馆，每周三、六向公众开放。

### 建筑
埃坦境内有多处历史建筑，其中法国国家文物保护单位包括埃坦圣马丁教堂、埃坦市政厅等。

### 旅游
埃坦的旅游事务由其所属的埃坦地区市镇公共社区负责。2021年，埃坦境内共有1家酒店共计21间房间。

### 媒体
法国主要的媒体均可在埃坦接收，法国电视三台下属的大东部大区频道在部分时段播出埃坦所属区域的地方新闻。《东部共和党人报》、《默兹资讯》杂志（Meuz’Info）、默兹省广播（Meuse FM）等为当地主要的地方性媒体。

## 友好城市
截至2022年9月，埃坦共与两座城市互为友好城市关系：
- 德国 贝京根
- 法國 Le Vauclin[46]